# Градска община Вранска баня
Градска община Вранска баня (на сръбски: Градска општина Врањска Бања) се намира в Югоизточна Сърбия, Пчински окръг, Град Враня. Заема площ от 258 км2. Административен център е град Вранска баня.

## История
Общината съществува от 1 януари 2011 година, когато влиза в сила решение за обособяване на градски общини Враня и Вранска баня в рамките на административната единица Град Враня.

## Население
Според преброяването от 2011 г. населението на общината възлиза на 9580 души. Гъстотата е 38,6 души/км2.
Етнически състав:
- сърби – 8086 жители
- цигани – 1375 жители
- българи – 31 жители
- македонци – 15 жители
- други – 15 жители
- неизяснени – 34 жители
- неизвестно – 24 жители

## Населени места
В границите на община Вранска баня влизат 21 населени места.
1 град:
- Вранска баня

20 села:
| - Бабина поляна - Буйковац - Дуга лука - Изумно - Клисурица - Корбевац - Корбул | - Крива Фея - Кумарево - Лева река - Липовац - Несвърта - Паневле - Първонек | - Превалац - Себевране - Сливница - Стари Глог - Топлац - Църни връх |